# Bisdom Tarma
Het bisdom Tarma (Latijn: Dioecesis Tarmensis) is een rooms-katholiek bisdom met als zetel Tarma, in Peru. Het bisdom is suffragaan aan het aartsbisdom Huancayo. 

## Geschiedenis
Het bisdom werd opgericht op 15 mei 1958, als de territoriale prelatuur Tarma, uit delen van de bisdommen Huancayo en Huánuco, en was suffragaan aan het aartsbisdom Lima. Op 30 juni 1966 wisselde het van kerkprovincie en werd suffragaan aan het nieuw verheven aartsbisdom Huancayo. Op 21 december 1985 werd het verheven tot bisdom. 

## Parochies
Het bisdom had in 2020 een oppervlakte van 13.032 km2 en telde 713.100 inwoners waarvan 79,8% rooms-katholiek was.

## Ordinarii

### Prelaten
- Antonio Kühner y Kühner (15 mei 1958 - 24 juli 1980)

### Bisschoppen
- Lorenzo Unfried Gimpel (19 september 1980 - 29 november 1988)
- Luis Abilio Sebastiani Aguirre (21 november 1992 - 13 juni 2001)
- Richard Daniel Alarcón Urrutia (13 juni 2001 - 28 oktober 2014)
- Luis Alberto Barrera Pacheco (25 oktober 2016 - 17 april 2021)
- Timoteo Solórzano Rojas (18 juni 2022 - heden)

Huancayo (aartsbisdom) · Huánuco · Tarma